# Koh Russei
Koh Russei o la isla de bambú  es una de las islas que pertenece al archipiélago en el Golfo de Tailandia situado a unos 10 kilómetros de la costa de la ciudad de Sihanoukville, en el sur de Camboya. Durante muchos años, Koh Russei se destacó sólo como un puesto naval pequeño. Sin embargo, el desarrollo creciente y el aumento del número de visitantes en Sihanoukville trajo el turismo a la isla. Varias compañías ofrecen bungalows para alquilar y la isla se ha convertido en un popular destino turístico entre locales y extranjeros.
Koh Russey tiene playas de arena fina de color rosado o ocre y un bosque profundo. Sus características de isla virgen, privada e íntimo lo convierten en un sitio exclusivo. Es también es un gran lugar para encontrar conchas. 